# PJ DeBoy
PJ DeBoy all'anagrafe Paul DeBoy (Baltimora, 7 giugno 1971) è un attore statunitense.

## Biografia
Inizia la sua carriera a 22 anni a New York, lavorando al fianco di Miss Coco Peru e al duo Kiki & Herb. Nel 1998 si trasferisce a Toronto, dove lavora come conduttore televisivo per lo show Locker Room ed in seguito per talk show notturno Last Call. Apertamente omosessuale, è apparso in un episodio di Queer as Folk e ha lavorato nei film di John Cameron Mitchell Hedwig - La diva con qualcosa in più e Shortbus - Dove tutto è permesso. In quest'ultimo film ha recitato in esplicite scene di sesso con l'attore Paul Dawson, che in seguito è diventato suo compagno al di fuori del set.

## Filmografia parziale
- Shortbus - Dove tutto è permesso (Shortbus), regia di John Cameron Mitchell (2006)